# MUL.APIN
MUL.APIN — общепринятое название двух клинописных табличек, являющихся компендиумом астрономических и астрологических знаний Древнего Вавилона. Название расшифровывается как «Звезда/Плуг», где под «Плугом» понимается первое из описываемых созвездий, соответствующего современному Треугольнику и γ Андромеды.
MUL.APIN написан в стиле более ранних звёздных каталогов, так называемых списков «По три звезды» (англ. Three Stars Each lists), но представляет расширенную версию, основанную на более точных наблюдениях и датируемую ок. 1000 лет до н. э. Текст содержит названия 66 звёзд и созвездий, а также даёт ряд параметров, таких как восход, заход и кульминация. Эти параметры помогли составить базовую карту звёздного неба Вавилонии.
Существуют свидетельства того,  что третья и так ещё и не обнаруженная табличка иногда служила приложением к серии. Как предполагается, она начиналась с схоластического объяснения небесных знамений.